# Franz Karl Franchy
Franz Karl Franchy (* 21. September 1896 in Bistritz – Bistrița, Siebenbürgen, Rumänien; † 19. Februar 1972 in Wien) war ein österreichischer Schriftsteller.

## Leben
Franchy besuchte das Gymnasium in Klausenburg (Cluj). Nach der Matura studierte er Germanistik und Latein in Klausenburg und später in Debrecen (Ungarn). Im Ersten Weltkrieg kam er als Reserveoffizier an die polnische Front. Nach dem Krieg ging er 1918 nach Wien, wo er Beiträge für diverse Zeitungen schrieb und erste Erfolge mit Theaterstücken feierte. 1922 wurde er österreichischer Staatsbürger. Im selben Jahr nahm er eine Stelle als Hauptschullehrer für Deutsch und Geschichte in Eisenstadt an. 1928 trat er in den Dienst der Burgenländischen Landesregierung. Als jedoch sein Ansuchen um Pragmatisierung abgelehnt wurde, ging er 1931 nach Wien und lebte dort – zunächst recht bescheiden – als freier Schriftsteller. Daneben erwarb er sich in den Wiener Kaffeehäusern einen Ruf als Schachspieler.
1936 machte er mit dem im Raimundtheater aufgeführten Stück „Der junge Wolf“ auf sich aufmerksam, 1937 spielte das Burgtheater sein Erfolgsstück „Summa cum laude“. Seinen größten Erfolg hatte er mit dem Stück „Vroni Mareiter“, es kam zu 1.500 Aufführungen auf mehr als 50 österreichischen und deutschen Bühnen sowie zu einer Verfilmung.
Weniger bekannt wurde Franchy als Romanschriftsteller. Sein Roman „Spießer und Spielmann“ ließ erstmals seine Erzählkunst erkennen. Sein literarisch wertvollster Roman ist wohl „Abel schlägt Kain“ (1951). Franchy schrieb auch psychologisch untermauerte Gesellschaftsromane, darunter „Ankläger Mitmann“ (1952), für den er den Preis des Verlags Kremayr & Scheriau bei einem Literaturwettbewerb erhielt; sowie „Maurus und sein Turm“ (1961). Auch der Roman „Die vielen Tage der Ehe“ (1955) fand sich auf den Bestsellerlisten. Franchys gesamtes literarisches Schaffen zählt zur repräsentativen österreichischen Literatur. Er suchte in seinen Werken stets das Ethos sichtbar zu machen.

## Ehrungen
- 1955: Förderungspreis des Bundesministeriums für Unterricht für das Stück „Zwischen den Geleisen“[3]
- 1955: Österreichischer Staatspreis für Dramatik[3]
- 1966: Ginzkey-Ring[3]

## Werke

### Dramen
- Nero (1922)
- Credo (1923/24)
- Die schwarze Not
- Summa cum laude (1937)

### Schauspiele
- Vroni Mareiter (1938)
- Gesicherte Existenz (1943)
- Anna Groth (1955)
- Zwischen den Geleisen (1959)

### Romane
- Die Mafta. Erzählung (1940)
- Maurus und sein Turm (1941)
- Spießer und Spielmann (1947)
- Abel schlägt Kain (1951)
- Ankläger Mitmann (1952)
- Berufene und Verstoßene (1951)
- Die vielen Tage der Ehe (1955)
- Die Brandgasse (1963)

## Sekundärliteratur
- Hans Giebisch, Gustav Gugitz: Bio-Bibliographisches Literaturlexikon Österreichs von den Anfängen bis zur Gegenwart. Hollinek, Wien 1963.
- Walter Kleindel: Das große Buch der Österreicher. 4500 Personendarstellungen in Wort und Bild, Namen, Daten, Fakten. Unter Mitarbeit von Hans Veigl. Kremayr & Scheriau, Wien 1987.
- Österreichisches biographisches Lexikon 1815–1950. Hg. von der Österreichischen Akademie der Wissenschaften. Verlag der Österreichischen Akademie der Wissenschaften, Böhlau, Wien/Graz 1954–lfd.
- Robert Teichl. Österreicher der Gegenwart. Lexikon schöpferischer und schaffender Zeitgenossen. Wien: Verlag der Österreichischen Staatsdruckerei, 1951.
- Lebendige Stadt. Almanach. Band 10. Wien: Amt für Kultur, Volksbildung und Schulverwaltung der Stadt Wien, 1963.
- Österreichische Akademie der Wissenschaften (Hrsg.): Almanach. Band 113. Verlag der Österreichischen Akademie der Wissenschaften, Wien 1963.
- Adalbert Schmidt. Dichtung und Dichter Österreichs im 19. und 20. Jahrhundert. Band 2. Bergland-Buch, Salzburg 1964, S. 382.
- Rathaus-Korrespondenz. Presse- und Informationsdienst, Wien 20. September 1971.